# Miropotes thuraris
Miropotes thuraris är en stekelart som beskrevs av Austin 1990. Miropotes thuraris ingår i släktet Miropotes och familjen bracksteklar. Inga underarter finns listade i Catalogue of Life.